# 15619 Альбертву
15619 Альбертву (2000 HE13, 1988 RT5, 1995 DN11, 1997 WV55, 15619 Albertwu) — астероїд головного поясу, відкритий 28 квітня 2000 року.
Тіссеранів параметр щодо Юпітера — 3,390.